# كتاب الأناجيل

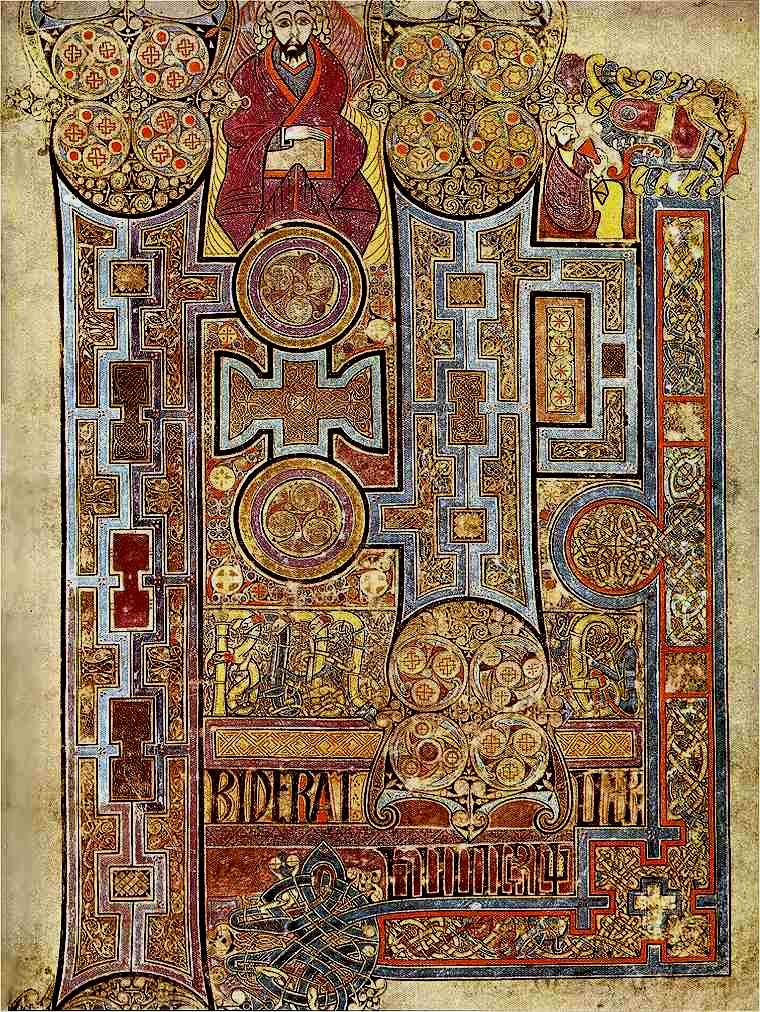
The كتاب كيلز c. 800, صفحة افتتاحية إنجيل يوحنا المزخرفة ببراعة.

كتاب الأناجيل، أو كتاب الإنجيل ( يوناني : Εὐαγγέλιον ، Evangélion ) هو مخطوطة أو مجلد يحتوي على واحد أو أكثر من الأناجيل الأربعة للعهد المسيحي أو الجديد - عادةً كلهم - تركز على حياة يسوع الناصري وجذور الإيمان المسيحي. يستخدم هذا المصطلح أيضاً في الإشارة إلى الكتاب الليتورجي أو الكتاب الطقوسي، والذي تُقرأ منه أجزاء من الأناجيل المستخدمة في القداس والخدمات الأخرى، مرتبة وفقاً لترتيب التقويم الليتورجي أو تقويم الأعياد المسيحية.

## التاريخ
في أوائل العصور الوسطى ، كان إنتاج نسخ من الكتاب المقدس بأكمله نادراً بسبب التكلفة الهائلة للرق أو الصفحات. تم إنتاج الكتب الفردية أو مجموعات من الكتب لأغراض محددة. ابتداءاً من القرن الرابع تم إنتاج كتب الإنجيل للاستخدام الليتورجي أو الاستخدام الطقوسي، وكذلك الدراسة الخاصة و «كتب العرض» للأغراض الاحتفالية والزخرفية. يعد مخطوطة واشنطونيانس مثالًا مبكراً على كتاب يحتوي فقط على الأناجيل الأربعة، باللغة اليونانية، المكتوبة في القرن الرابع أو الخامس. بحلول القرن السابع، تم تخصيص نصوص إنجيلية محددة لأيام في التقويم الليتورجي . قراءات الإنجيل في السابق كانت تعمل في كثير من الأحيان من خلال الكتب في التسلسل. العديد من هذه المجلدات كانت معقدة ؛ كان كتاب الإنجيل الشكل الأكثر شيوعا من بكثافة مخطوطة مضاءة حتى حوالي القرن ال11، عندما رومانسي الكتاب المقدس والمزامير حلت إلى حد كبير في الغرب. في الشرق، ظلوا موضوعًا مهمًا للإضاءة حتى وصول الطباعة. كانت صورة المبشر ميزة خاصة لتزيينها. معظم روائع إضاءة كل من الانعزالية والأوتونية هي كتب الإنجيل،  وهناك العديد من الأمثلة البيزنطية والكارولنجية .

## الاستخدام الغربي
في الاستخدام الروماني الكاثوليكي الحالي، يحتوي كتاب الأناجيل أو الإنجيليين  على النص الكامل للمقاطع من الأناجيل الأربعة التي يجب على الشماس أو الكاهن أن يقرأها أو يرددها في قداس خلال السنة الليتورجية . ومع ذلك، واستخدام كتاب الأناجيل ليست إلزامية، ويتم تضمين قراءات الإنجيل أيضا في القياسية كتاب الفصول .
إن كتاب الإنجيل، إذا تم استخدامه، يتم إحضاره إلى المذبح في موكب المدخل. عند حمله في موكب، يُحفظ كتاب الأناجيل مرتفعًا قليلاً، لكن ليس فوق الرأس. من المناسب بشكل خاص أن يحمل الشماس كتاب الإنجيل في موكب، لأن قراءة الإنجيل هي مقاطعته الخاصة. عندما لا يكون هناك شماس، قد يتم حمل الكتاب بواسطة محاضر .

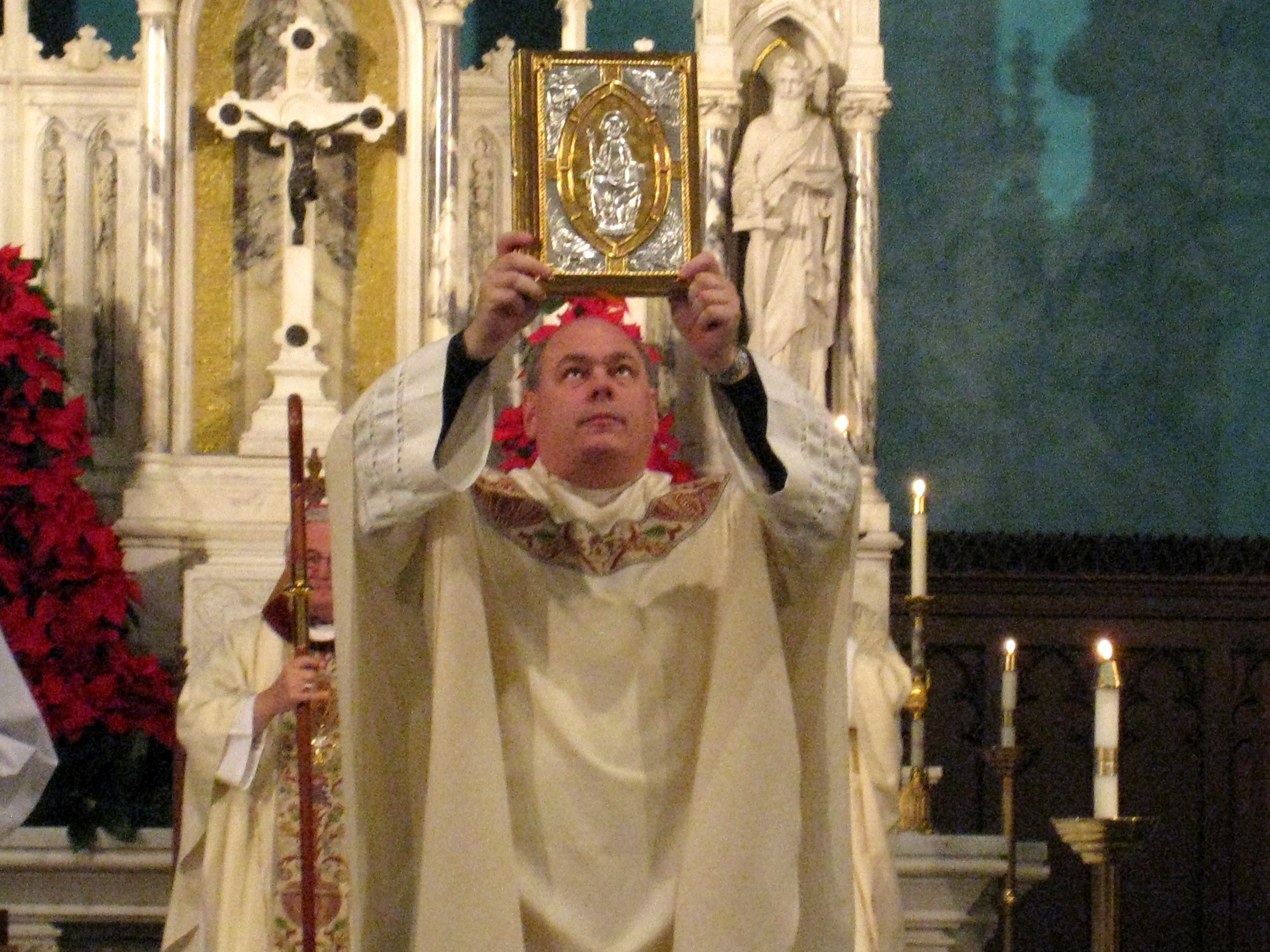
قداس منتصف الليل في كاتدرائية القديس بطرس الرسول في جاكسون ، MS

### الكنيسة الأسقفية في أمريكا

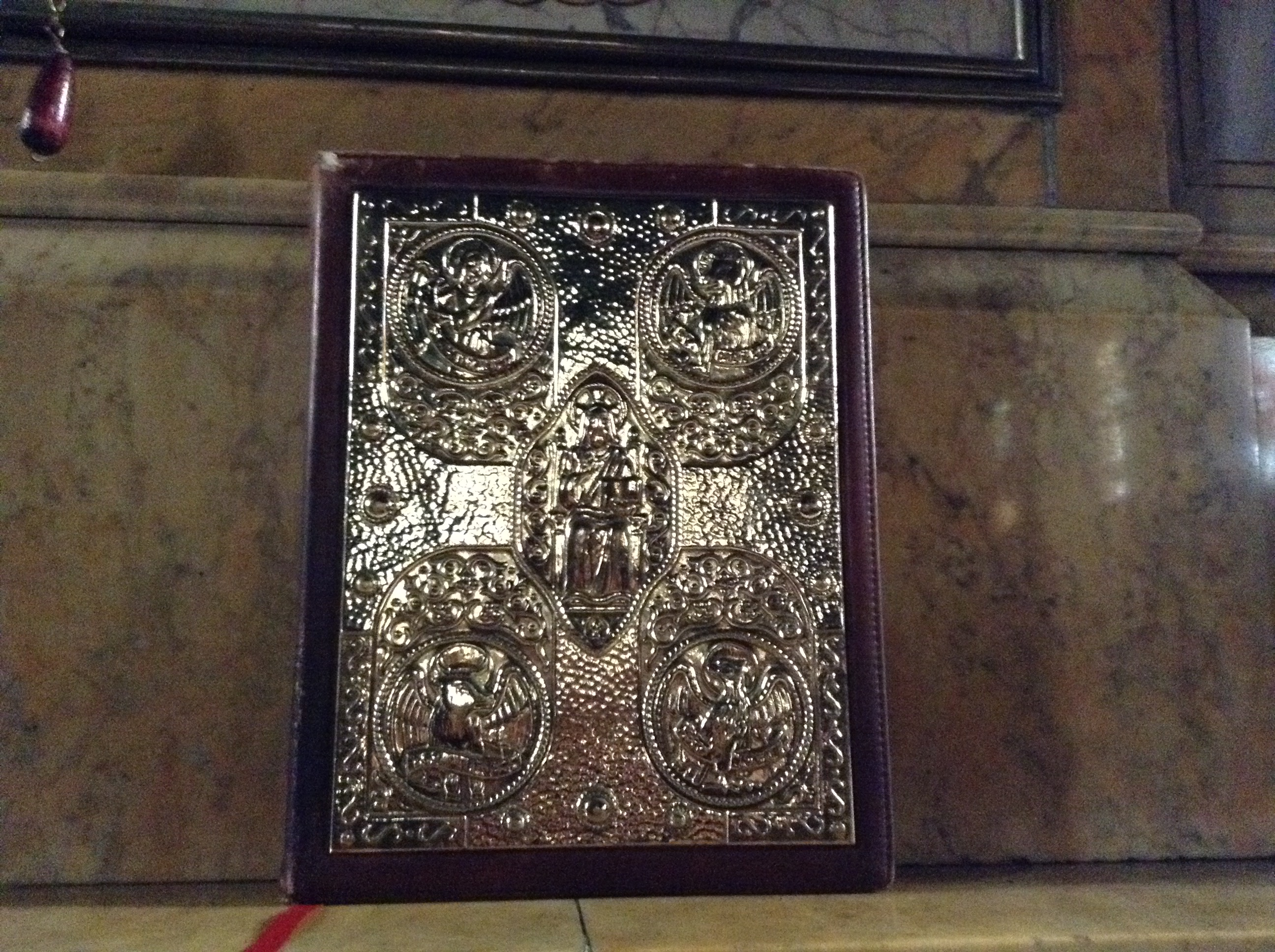
كتاب الإنجيل في كنيسة سانت ماري الأسقفية.

في الكنيسة الأسقفية بالولايات المتحدة الأمريكية ، تم استعادة ممارسة استخدام كتاب الإنجيل من خلال كتاب الولايات المتحدة للصلاة المشتركة لعام 1979 ، والذي يشير إلى أن الدروس والإنجيل «يمكن قراءتهما من كتاب أو كتب ذات حجم وكرامة مناسبين». بعد هذا، أصدر العديد من الناشرين كتبًا إنجيلية لاستخدامها في الكنيسة الأسقفية، وتم تجميع كتب أخرى بشكل خاص. عادة ما يحمل الشماس أو الخادم أو المساعد كتاب الإنجيل في موكب المدخل، ممسكًا الكتاب بأكبر قدر ممكن مع تمديد الأسلحة بشكل كامل، ووضعه على المذبح حتى وقت إعلان الإنجيل. بعد ذلك، يمكن إرجاعها إلى المذبح أو وضعها على طاولة جانبية أو حامل.

## الاستخدام الشرقي

### الأرثوذكسية الشرقية
بين الكتاب الأرثوذكسي الشرقي والكاثوليك الشرقيون ، كتاب الإنجيل ( اليوناني : Εὐαγγέλιον ، إيفانجيليون ) مهم جدًا في الليتورجيا. تعتبر أيقونة للمسيح، ويتم تبجيلها بنفس الطريقة التي يتم بها تبجيل أيقونة.

### استخدام الأرمن
في الكنيسة الرسولية الأرمنية والكنيسة الكاثوليكية الأرمنية ، أثناء قراءة الإنجيل، يحمل الشماس قطعة قماش ناعم في يديه، ويحمل معه كتاب الإنجيل. يعتبر من غير المناسب لمس كتاب الإنجيل بأيدي عارية. لم يتم تقديم أي منبر لقراءة الإنجيل في الحرم الأرمني.

## روابط خارجية
- ميزة متحف غيتي على كتب الإنجيل ، وآخر
- صورة لشماس أرثوذكسي يحمل كتاب الإنجيل نسخة محفوظة 6 فبراير 2012 على موقع واي باك مشين.
- صورة القداس الفصحى (كتاب الإنجيل يمكن رؤيته ملقاة على Epitaphios )
- قراءة الإنجيل في الوقفة الاحتجاجية طوال الليل
- صور من الاعتراف
- صورة كتاب الإنجيل المرسوم في المجلس
- صورة الشماس الذي يقرأ الإنجيل نسخة محفوظة 17 مايو 2016 على موقع واي باك مشين.
- جنازة أسقف أرثوذكسي (القديس يوحنا ماكسيموفيتش) تظهر كتاب الإنجيل في التابوت
- مجموعة كتاب إنجيل مرصع بالجواهر في قصر ألكساندر